# Emilie Bigelow Hapgood
Emilie Bigelow Hapgood (Chicago, Estados Unidos, 7 de junio de 1868 - Roma, Italia, 15 de febrero de 1930) fue una productora teatral estadounidense que trabajó en Nueva York y fue por un tiempo la presidenta del Stage Society.

## Biografía
Emilie Bigelow Hapgood nació en Chicago, Illinois el 7 de junio de 1868. Fue la hija del banquero chicaguense Anson Alexander Bigelow y de Emma Ullmann. Tuvo un hermano mayor llamado Nelson, con quién vivió junto a sus padres en Chicago desde 1970, hasta su matrimonio con el editor y autor americano Norman Hapgood, con quién se unió el 17 de junio de 1896. Un año después, dio a luz a su única hija: Ruth Hapgood, que años posteriores se casó con un parisino del cual se divorció años después. Para 1937, Ruth vivió en Zúrich, Suiza.
Entre 1900 y 1910, Emilie residió junto a su esposo en Nueva York, donde consolidó su trabajo como productora teatral. En 1915, ambos decidieron divorciarse, suceso que ocurrió en Francia. Dos años más tarde, Norman se casó con Elizabeth K. Reynolds, neoyorquina. 
En noviembre de 1917, durante la Primera Guerra Mundial, fundó el "Circle of War Relief for Negro Soldiers (en español: Círculo de Alivio de la Guerra para los Soldados Negros)". Tras organizarse, tomó el rol de presidenta. Cabe destacar que ella era de piel blanca. Emilie indicó a 200.000 negros alistados durante la Guerra Civil y 5000 lucharon en la Guerra Revolucionaria bajo el mando del General George Washington.
Emilie Bigelow falleció el 15 de febrero de 1930 a los 61 años, en Roma, antiguo Reino de Italia. Su hija Ruth vivió con ella hasta su último momento. 
Georgia Douglas Johnson escribió un poema en homenaje a ella titulado "TO EMILIE BIGELOW HAPGOOD - PHILANTHROPIST", que incluyó también en su libro Bronze: A Book of Verse, publicado en 1922.